# Chloriridovirus
Chloriridovirus ist eine Gattung von Riesenviren (Nucleocytoviricota, NCLDVs) aus der Familie der Iridoviridae, Unterfanmilie Betairidovirinae.
Die natürlichen Wirte sind Insekten aus der Ordnung der Zweiflügler (Diptera) mit aquatischem Larvenstadium, hauptsächlich Stechfliegen, Schmetterlinge und Heuschrecken (Heuschrecken).
Das erstbeschriebene Virus dieser Gattung ist ds Invertebrate iridescent virus 3 (IIV-3). Mit Viren dieser Gattung infizierte Insektenlarven sind allgemein an verschiedenen schillernden Farben – meist einem gelbgrünen Irisieren – unter der Epidermis erkennbar. Frühe Stadien der Mückenlarven sind für Infektionen am anfälligsten.
Die Sterberaten sind im vierten Larvenstadium (L4) am höchsten.
Der Name leitet sich vom gewöhnlich gelbgrünen Irisieren der infizierten Mückenlarven ab: altgriechisch χλωρός chlōrós, deutsch ‚hellgrün‘, ‚frisch‘ und englisch iridescent ‚irisierend, schillernd‘ bzw. der Gottheit Iris (altgriechisch Ἶρις) aus der griechischen Mythologie, Personifikation des Regenbogens.

## Aufbau
Die Viruspartikel (Virionen) der Gattung Chloriridovirus sind umhüllt und haben ikosaedrische und polyedrische Geometrie mit T=189–217-Symmetrie. Der Durchmesser liegt bei 18 nm.

## Genom
Das Genom ist unsegmentiert und linear mit einer Länge von etwa 135 kb. Es kodiert 126 Proteine.
- Beim Invertebrate iridescent virus 3 (IIV3) beträgt die Genomlänge 191.100 bp und es werden vorhergesagt 126 Proteine kodiert bei einem GC-Gehalt von 48 %.[7]
- Beim Wiseana iridescent virus (WiV) beträgt die Genomlänge 205.791 bp, es werden vorhergesagt 193 Proteine kodiert, und der GC-Gehalt liegt bei 31 %.[7]

## Vermehrungszyklus
Die Replikation der Viren ist nukleozytoplasmatisch (Zugehörigkeit zur Gruppe der NCLDV).
Der Eintritt in die Wirtszelle geschieht wie bei der Gattung Iridovirus durch Anlagerung der viralen Proteine an Rezeptoren auf der Oberfläche der Wirtszelle, wodurch eine Endozytose bewirkt wird.
Die Replikation folgt ebenfalls dem DNA-Strang-Verdrängungsmodell (englisch DNA strand displacement model).

## Systematik
Die Systematik der Gattung Chloriridovirus ist mit Stand Mai 2024 nach ICTV wie folgt:
Familie Iridoviridae
- Unterfamilie Betairidovirinae

- Gattung Chloriridovirus

- Spezies Chloriridovirus aedes1 (ehem. Typusspezies) mit Invertebrate iridescent virus 3 (IiV-3, IIV-3)
- Spezies Chloriridovirus anopheles1 mit Anopheles minimus iridovirus
- Spezies Chloriridovirus simulium1 mit Invertebrate iridescent virus 22 (IiV-22, IIV-22)
- Spezies Chloriridovirus simulium2 mit Invertebrate iridescent virus 25 (IiV-25, IIV-25)
- Spezies Chloriridovirus wiseana1 mit Invertebrate iridescent virus 9 (IiV-9, IIV-9) und Wiseana iridescent virus (WiV)
- Spezies „Anopheles minimus iridovirus“ (AmIV)
- Spezies „Mosquito iridescent virus“ (MIV, Vorschlag)

Nach ICTV möglicherweise zu Chloriridovirus, nach NCBI eher zu Iridovirus gruppiert wird der Kandidat:
- Spezies „Invertebrate iridescent virus 1“ (IiV-1, IIV-1)